# Erstes Deutsches Historic-Actien-Museum
Das Erste Deutsche Historic-Actien-Museum (EDHAM) unterhielt ein Museum im Bereich Historische Wertpapiere (z. B. Aktien, Anleihen, Genußscheinen, Kuxscheinen …) in Kürnbach im nördlichen Baden-Württemberg.
Das Museum befand sich von 1976 bis 2018 im ehemaligen Farrenstall des Ortes Kürnbach in der Sternenfelser Straße 1.
Eine ständige Ausstellung im Museum präsentierte die "Geschichte des Wertpapieres". Dabei wurden lokale, nationale und internationale Wertpapiere aus verschiedenen Jahrhunderten ausgestellt.
Die Leidenschaft für das Sammeln von historischen Wertpapieren wird Scripophilie ([ˌskripofiˈliː]) genannt.

Impressionen vom Museum
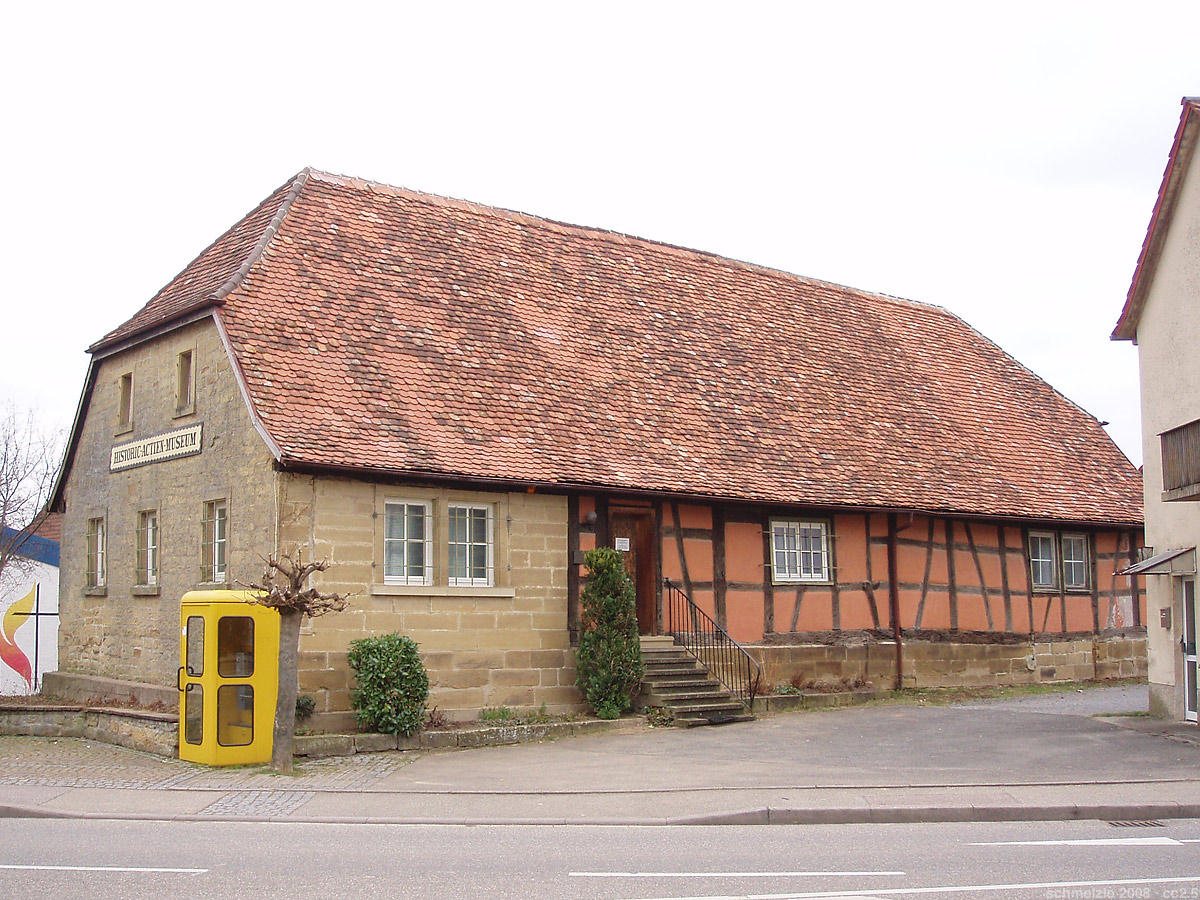
Außenansicht Museum
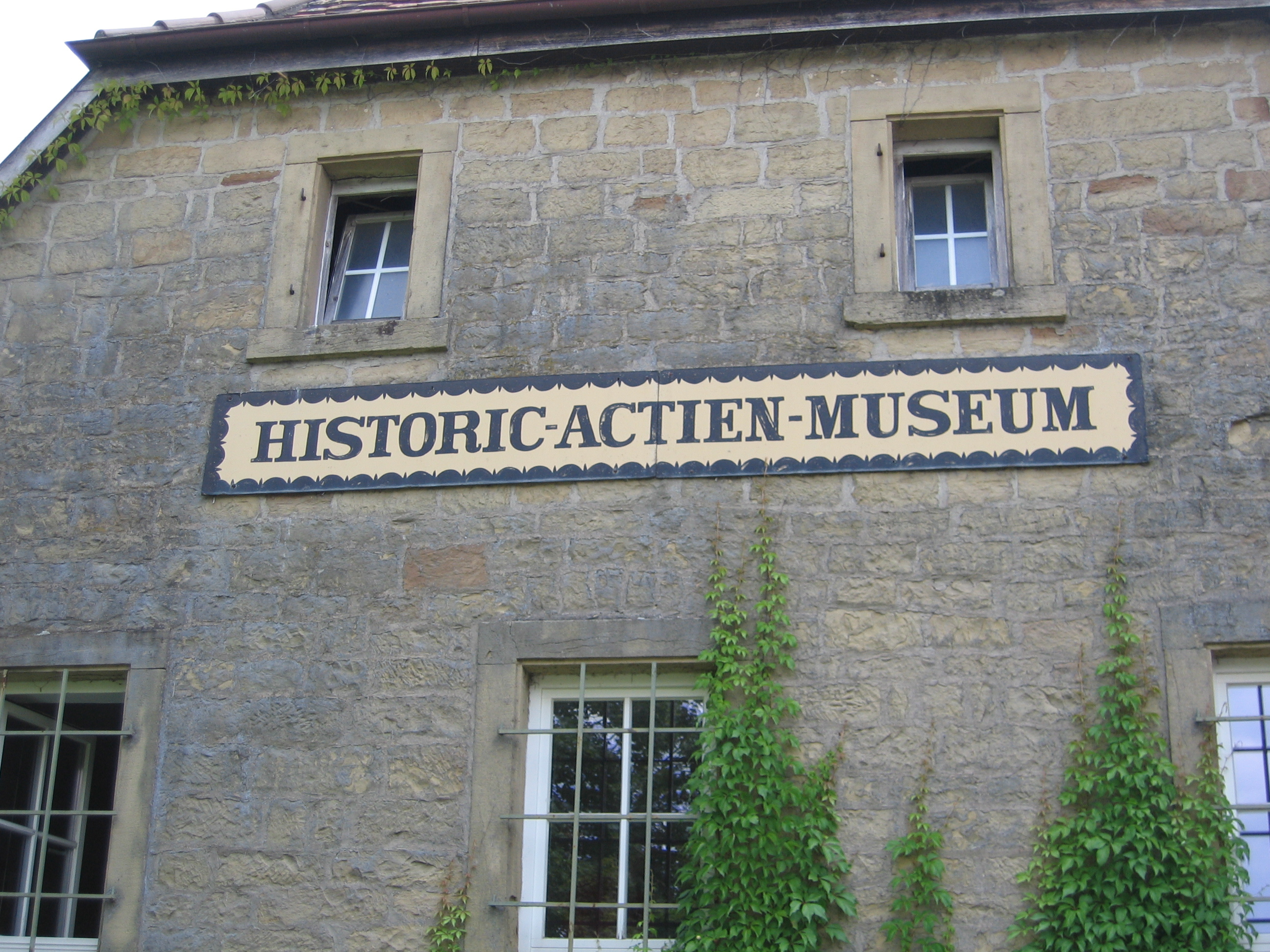
Stirnseite Museum
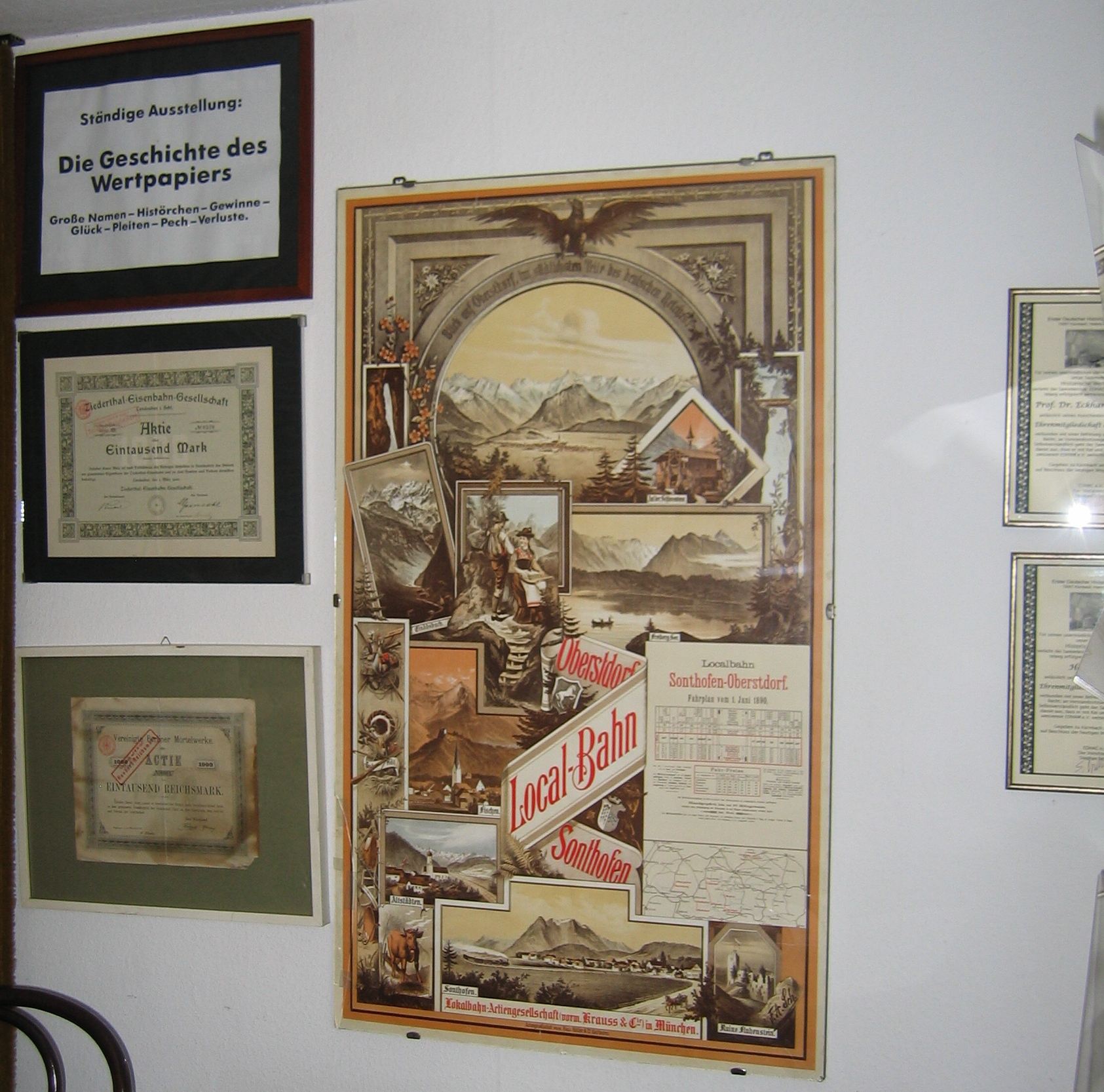
Ausstellungsexemplare im Museum